# Torneo di pallacanestro maschile NCAA Division I 1941
Il Torneo di pallacanestro maschile NCAA Division I 1941 si disputò dal 21 marzo al 29 marzo 1941. Si trattò della terza edizione del torneo.
Vinsero il titolo i Wisconsin Badgers. Johnny Kotz venne eletto Most Outstanding Player.

## Risultati
|  | Quarti di finale | Quarti di finale    | Quarti di finale    |                   |                   | Semifinali | Semifinali | Semifinali |  |  | Finale nazionale | Finale nazionale  | Finale nazionale |
|  |                  |                     |                     |                   |                   |            |            |            |  |  |                  |                   |                  |
|  |                  | Wisconsin Badgers   | 51                  |                   |                   |            |            |            |  |  |                  |                   |                  |
|  |                  | Dartmouth B. Green  | 50                  |                   |                   |            |            |            |  |  |                  |                   |                  |
|  |                  | Dartmouth B. Green  | 50                  |                   | Wisconsin Badgers | 36         |            |            |  |  |                  |                   |                  |
|  |                  |                     |                     |                   | Wisconsin Badgers | 36         |            |            |  |  |                  |                   |                  |
|  |                  |                     | Pittsburgh Panthers | 30                |                   |            |            |            |  |  |                  |                   |                  |
|  |                  | N. Carol. Tar Heels | Pittsburgh Panthers | 30                | 20                |            |            |            |  |  |                  |                   |                  |
|  |                  | N. Carol. Tar Heels |                     |                   | 20                |            |            |            |  |  |                  |                   |                  |
|  |                  | Pittsburgh Panthers | 26                  |                   |                   |            |            |            |  |  |                  |                   |                  |
|  |                  |                     |                     |                   |                   |            |            |            |  |  |                  | Wisconsin Badgers | 39               |
|  |                  |                     |                     | Wash. St. Cougars | 34                |            |            |            |  |  |                  |                   |                  |
|  |                  | Wash. St. Cougars   | 48                  |                   |                   |            |            |            |  |  |                  |                   |                  |
|  |                  | Creighton Bluejays  | 39                  |                   |                   |            |            |            |  |  |                  |                   |                  |
|  |                  | Creighton Bluejays  | 39                  |                   | Wash. St. Cougars | 64         |            |            |  |  |                  |                   |                  |
|  |                  |                     |                     |                   | Wash. St. Cougars | 64         |            |            |  |  |                  |                   |                  |
|  |                  |                     | Ark. Razorbacks     | 53                |                   |            |            |            |  |  |                  |                   |                  |
|  |                  | Wyoming Cowboys     | Ark. Razorbacks     | 53                | 40                |            |            |            |  |  |                  |                   |                  |
|  |                  | Wyoming Cowboys     |                     |                   | 40                |            |            |            |  |  |                  |                   |                  |
|  |                  | Ark. Razorbacks     | 52                  |                   |                   |            |            |            |  |  |                  |                   |                  |

### Finale nazionale
| Arbitri: | Wally Cameron Bill Haarlow |

|            |            |            |
| Englund 13 | Punti      | 21 Gebert  |
| Bud Foster | Allenatori | Jack Friel |

| Campione NCAA 1941          |
| --------------------------- |
| Wisconsin Badgers 1º titolo |

## Formazione vincitrice
|    | Naz.                   | Ruolo | Sportivo         |  |  |  |  |
| -- | ---------------------- | ----- | ---------------- |  |  |  |  |
| 10 | Stati Uniti (bandiera) |       | Harlo Scott      |  |  |  |  |
| 11 | Stati Uniti (bandiera) | G     | Bob Alwin        |  |  |  |  |
| 12 | Stati Uniti (bandiera) | G     | Ted Strain       |  |  |  |  |
| 14 | Stati Uniti (bandiera) | GA    | Bob Sullivan     |  |  |  |  |
| 15 | Stati Uniti (bandiera) |       | Bob Roth         |  |  |  |  |
| 20 | Stati Uniti (bandiera) |       | Ted Downs        |  |  |  |  |
| 22 | Stati Uniti (bandiera) | GA    | Ed Scheiwe       |  |  |  |  |
| 23 | Stati Uniti (bandiera) |       | George Affeldt   |  |  |  |  |
| 26 | Stati Uniti (bandiera) |       | Ed Jones         |  |  |  |  |
| 27 | Stati Uniti (bandiera) |       | John Lynch       |  |  |  |  |
| 30 | Stati Uniti (bandiera) | G     | Fred Rehm        |  |  |  |  |
| 31 | Stati Uniti (bandiera) |       | Ted Deppe        |  |  |  |  |
| 34 | Stati Uniti (bandiera) | AC    | Warren Schrage   |  |  |  |  |
| 35 | Stati Uniti (bandiera) |       | Don Timmerman    |  |  |  |  |
| 36 | Stati Uniti (bandiera) | A     | Johnny Kotz      |  |  |  |  |
| 37 | Stati Uniti (bandiera) | AC    | Gene Englund     |  |  |  |  |
| 38 | Stati Uniti (bandiera) |       | Charlie Epperson |  |  |  |  |

- Allenatore:  Bud Foster
- Vice-allenatore: Fred Wegner
- Preparatore atletico: Walter Bakke